# لبوديات صلبة
اللبوديات (Ixodidae) هي عائلة من القراد. تضم هذه العائلة القراد الصلب.

## الوصف
تتميز اللبوديات عن العائلة الأخرى من القراد، وهي القراد الناعم (الطحليات) بوجود ترس أو درع صلب. تحتوي الحوريات والبالغات على رؤيس بارز أمام الجسم. أما رؤيس الطلحيات فيختفي تحت الجسم.

## التصنيف
تضم اللبوديات 702 نوع مصنفة ضمن 14 جنسا. بعض هذه الأنواع تعد مهمة بسبب كونها نواقل لأمراض تسببها جراثيم مثل ريكتسيا وبوريليا.

### أجناس اللبوديات
- يغموش – يضم 130 نوعا (تضم بعض أنواع Aponomma)
- Anomalohimalaya –يضم 3 أنواع
- Bothriocroton – يضم 7 أنواع
- عين الجوهرة – يضم نوعا واحدا
- Cornupalpatum – يضم نوعا واحدا
- Compluriscutula – يضم نوعا واحدا
- ناخس الجلد – يضم 34 نوعا (بضمنها Anocentor)
- قرموشة – يضم 166 نوعا
- زجاجي العين – يضم 27 نوعا
- لبود – يضم 246 نوعا
- لؤلؤي الأرجل – يضم 3 أنواع
- Nosomma – يضم نوعين
- Rhipicentor – يضم نوعين
- مروحية الرأس – يضم 82 نوعا (بضمنها العلس)